# Incendios forestales en Canadá de 2023
Los incendios forestales en Canadá de 2023 fueron una serie de incendios forestales en curso que se han suscitado por todas las provincias y territorios canadienses, siendo Alberta, Columbia Británica, Nueva Escocia, Ontario y Quebec los más afectados. 
Comenzaron el día 1 de marzo de 2023, aumentando su intensidad y extensión hasta su extinción el 5 de junio de 2023.  Durante este tiempo, ha habido 2.214 incendios que han acabado con 3.800.000 hectáreas (9.390.000 acres) del total de 998,5 millones de hectáreas del país, haciendo de 2023 la peor temporada de incendios forestales en la historia moderna de Canadá, cuya documentación sobre el tema empieza recién en la década de 1960.
Entre 1750 y 1850 los incendios forestales anuales en el Canadá eran, en aquélla época, entre el doble y 10 veces más que los incendios de las más recientes cuatro décadas (1980-2020), esto es, los incendios de la época pre-industrial eran anualmente más del doble que el previo mayor incendio de la época documentada del Canadá, que fue el incendio forestal de Fort McMurray de 2016.
Hasta el 6 de agosto, 5.379 incendios habían quemado 13.076.056 hectáreas (32.311.638 acres), alrededor del 4% de toda el área forestal del país y más de seis veces el promedio a largo plazo de 2,10 millones de hectáreas (5,2 millones de acres) para esa época del año. De los 1089 incendios forestales activos, 700 se consideraron "fuera de control". La ayuda internacional ha ayudado a reducir el impacto de los incendios.
El 99.9% de los incendios de Quebec fueron causados por rayos.  Del resto, un hombre fue arrestado por iniciar “numerosos” incendios forestales.

## Alberta
El 6 de mayo de 2023, Alberta declaró el estado de emergencia provincial. Para el día siguiente, 108 incendios activos ardían en la provincia. El estado de emergencia provincial finalizó el 3 de junio. Al 7 de junio, la provincia dijo que se habían reportado 591 incendios forestales en la provincia desde marzo.

## Columbia Británica
Columbia Británica experimentó una falta inusual de lluvia en mayo y principios de junio, lo que provocó un aumento de las condiciones de incendios forestales en la provincia.
La provincia vio múltiples incendios forestales a principios de junio, en o cerca de Peachland, Port Alberni, Sayward y la isla de Vancouver. Al 2 de junio, había 54 incendios activos en la región. Los funcionarios estimaron que aproximadamente la mitad de los incendios forestales de la provincia fueron causados por la acción humana.
En el noreste de Columbia Británica, el incendio forestal de Donnie Creek se convirtió en el segundo incendio forestal más grande en la historia de la provincia, detrás del incendio Plateau de 2017. A última hora de la tarde del 5 de junio, el fuego ardía sobre un área de 2.656,5 kilómetros cuadrados.

## Canadá Central
El humo de los incendios hizo que la calidad del aire en Ottawa, Toronto así como en la mayor parte del sur de Ontario del 5 al 7 de junio alcanzara el nivel más alto en el Índice de calidad del aire de Environment Canada, el peor en la provincia de Ontario. La calidad del aire también alcanzó el nivel más alto en Kingston y Belleville.
Hasta el 4 de junio, 14 000 residentes habían sido evacuados de sus hogares en Quebec. El 6 de junio, 7.500 residentes fueron evacuados de Chibougamau, la ciudad más grande del norte de Quebec. El 7 de junio, se pidió a la cercana Nación Cree de Mistissini que evacuara, y la Nación Cree de Waswanipi comenzó a evacuar por su propia cuenta.
El 6 de junio, el Ministerio de Seguridad Pública de Quebec anunció una gran alerta de evacuación para la provincia, lo que llevó a ciudades como Chapais a evacuar inmediatamente a los ciudadanos. El 7 de junio, Quebec anunció que habían comenzado las evacuaciones en Montreal. El alcalde de Lebel-sur-Quévillon, donde unas 2.100 personas (o toda la población de la ciudad) se vieron obligadas a abandonar sus hogares, afirmó que los incendios estaban a tan solo 10 km de la ciudad. El mismo día, la ciudad de Quebec anunció que más de 18.000 personas habían sido evacuadas de la ciudad y del resto de la provincia.

## Nuevo Brunswick
Nuevo Brunswick había experimentado 177 incendios forestales hasta el 7 de junio, con cuatro aún activos, incluidos los incendios en West Branch, Alnwick Parish y Valley Road en Kars.
Un incendio cerca de Saint Andrews, que había comenzado el 28 de mayo, fue controlado el 5 de junio.

## Territorios del Noroeste
A partir del 7 de junio, había 11 incendios forestales activos en los Territorios del Noroeste. En ese momento, se habían producido 21 incendios en total, que afectaron a 403.815 hectáreas.

## Nueva Escocia
Nueva Escocia vio los incendios forestales más grandes registrados en su historia. El 1 de junio hubo cuatro incendios fuera de control en la provincia. En los suburbios de Halifax, se estima que 200 estructuras fueron destruidas por el fuego. Para el 1 de junio, el incendio de Halifax estaba contenido en un 50%, pero no se consideró bajo control. En ese momento, no se reportaron personas desaparecidas ni heridas por el incendio de Halifax. El 4 de junio, el incendio de Halifax estaba contenido al 100%.